# Chromi(III) hydroxide
Chromi(III) hydroxide là một hợp chất vô cơ có công thức hóa học Cr(OH)3. Nó là một polyme có cấu trúc không xác định, dạng kết tủa màu xanh lục và độ hòa tan trong nước thấp.

## Điều chế
Nó được tạo ra bằng cách thêm dung dịch amoni hydroxide vào dung dịch muối chromi(III).

## Tính chất
Chromi(III) hydroxide là một chất hóa học lưỡng tính, tan trong cả kiềm mạnh và axit mạnh.
Trong kiềm: Cr(OH)3 + OH− → CrO−
2 + 2H2O
Trong axit: Cr(OH)3(H2O)3 + 3H+ → Cr(H
2O)3+
6

## Ứng dụng
Nó được sử dụng dưới dạng chất màu, làm chất kết dính và làm chất xúc tác cho các phản ứng hữu cơ.

## Xuất hiện trong tự nhiên
Cr(OH)3 tinh khiết vẫn chưa được biết đến (tính đến năm 2020) trong các loại khoáng chất. Tuy nhiên, ba đa hình tự nhiên của oxyhydroxide, CrOOH, được biết: bracewellit, grimaldiit và guyanait.

## Hợp chất khác
Phức Cr(OH)3·6NH3 được tạo ra khi cho dung dịch CrBr3·6NH3 tác dụng với Ag2O ẩm. Phức chất thu được có màu vàng. Phức Cr(OH)3·5NH3 (cấu tạo [CrOH(NH3)5](OH)2) chỉ được biết đến trong dung dịch, có màu đỏ đậm. Cr(OH)3·4NH3 (cấu tạo [Cr(OH)2(NH3)4]OH) cũng có tính chất tương tự phức pentamine.
Phức Cr(OH)3·6CO(NH2)2 có nhiều cách khác nhau để điều chế. Nếu cho CrCl3·6CO(NH2)2 tác dụng với dung dịch NaOH trong môi trường ethanol, các tinh thể màu xanh dương nhạt sẽ xuất hiện, không tan trong nước, bền trong không khí. Dạng màu lục nhạt được tạo ra bằng cách cho dung dịch [Cr(CO(NH2)2)6]2(Cr2O7)3 phản ứng với Pb(OH)2 hoặc cho dung dịch [Cr(CO(NH2)2)6]2(SO4)3 phản ứng với Ba(OH)2. Dạng này không bền trong không khí và không tan trong nước.